# Stichting Pensioenfonds ABP

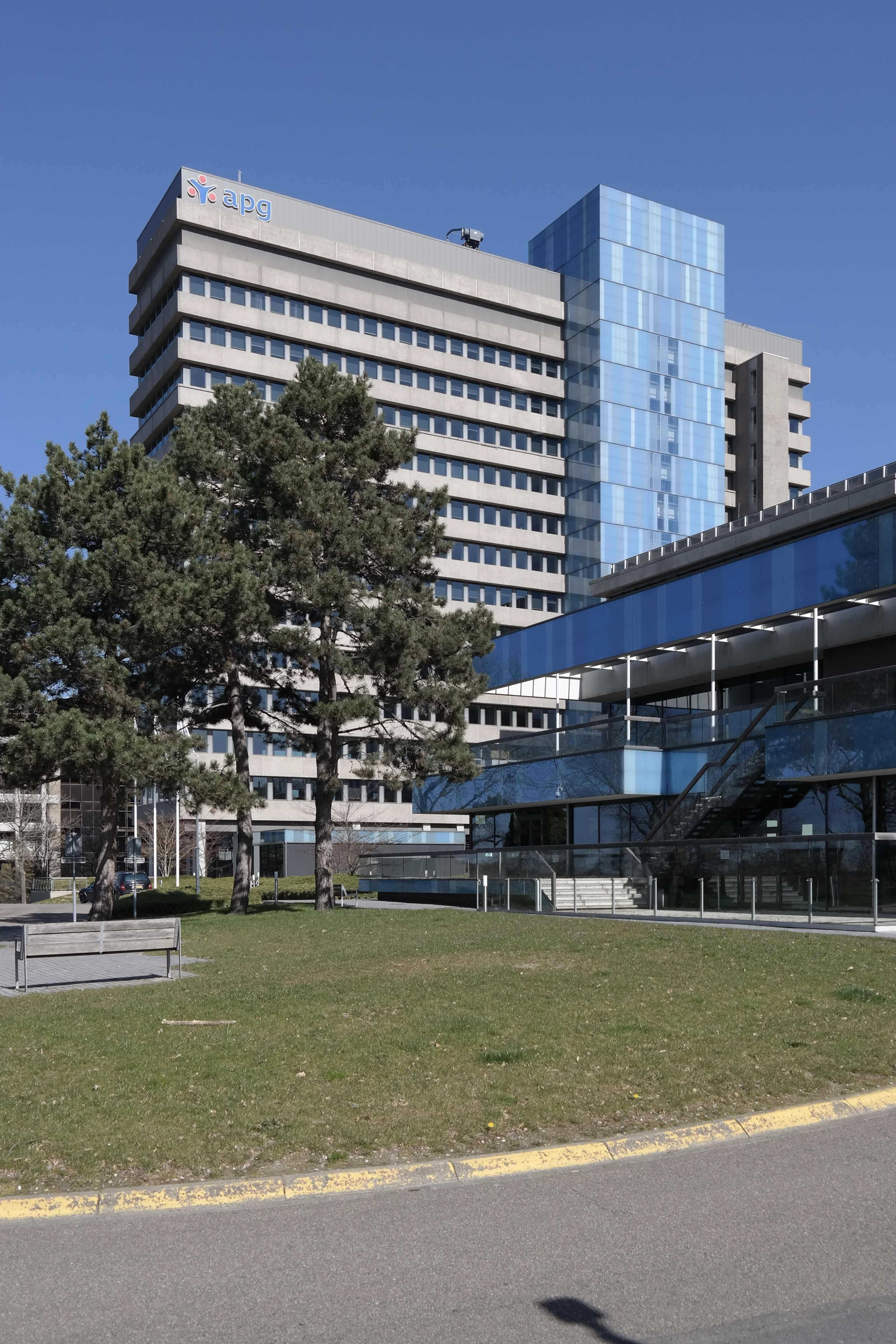
ABP-Verwaltungsgebäude in Heerlen (2021)

Der Stichting Pensioenfonds ABP ist ein niederländischer Pensionsfonds mit Sitz in Heerlen. Das 1922 unter den Namen Algemeen Burgerlijk Pensioenfonds als staatliche Einrichtung für die Altersvorsorge der niederländische Beamten gegründet und 1996 – weiterhin Teil des staatlichen Altersvorsorgesystems – privatisiert. Mit über 500 Milliarden US-Dollar verwaltetem Kapitalanlagevermögen ist er Europa größter Pensionsfonds und gehört damit auch zu den weltweit größten Einrichtungen seiner Art. Er ist auch weitgehend unter der Abkürzung ABP in den Niederlanden bekannt.

## Geschichte und Hintergrund
Der Pensionsfonds sichert als Pflichtversicherung alle niederländischen Beamten ab, unabhängig ob sie für die Zentralregierung, die Provinzen oder auf kommunaler Ebene tätig sind. Zudem erstreckt er sich auf den Bildungssektor, dabei werden auch Teile der direkt Angestellten abgesichert. Zudem gibt es die Möglichkeit, die Abdeckung über eine freiwillige Erweiterung zu erhöhen.
In Folge einer Gesetzreform zur Altersvorsorge der niederländischen Beamten wurde der Algemeen Burgerlijk Pensioenfonds 1922 gegründet und dem Innenministerium unterstellt. Zunächst hatte das Unternehmen seinen Sitz in Den Haag und zog 1969 nach Heerlen.
In den 1980er und 1990er Jahren stand das Unternehmen in harter Kritik und war zwischen 1986 und 1988 Gegenstand eines Strafverfahrens, in dem unter dem Schlagwort „ABP-Affäre“ potentieller Betrug und Untreue verfolgt wurden. Investitionsdirektor Ed Masson wurde zwar in zweiter Instanz freigesprochen, jedoch einiges an Missmanagement festgestellt. In der Folge musste Staatssekretär Gerrit Brokx 1988 zurücktreten, da eine parlamentarische Untersuchung zu hohe staatliche Subventionen für Wohnungsbauprojekte des Pensionsfonds aufdeckte. Nur kurze Zeit später geriet der Pensionsfonds in Schwierigkeiten, da aufgrund einer konservativen Anlagestrategie mit Fokus auf niederländischen Staatsanleihen und Aktien sowie Immobilien ein Defizit aufgelaufen war. Daraufhin wurde zur Reduzierung des staatlichen Einflusses der Pensionsfonds 1996 privatisiert und die Anlagestrategie erheblich in Richtung risiko- und ertragreicher Anlagearten modifiziert. Das offene Plandeckungs- und Umlageverfahren wurde zugunsten eines Kapitaldeckungsverfahrens umgestellt.
Im Zuge der 2007 in Kraft getretenen Reform des Rentengesetzes übertrug ABP die Verwaltung des Pensionsplans zum 1. März 2008 an die separate Durchführungsorganisation Algemene Pensioen Groep. Hiermit sollten Pflichtabsicherung und freiwillige Zusatzabsicherung organisatorisch getrennt werden, da für letzteres der Pensionsfonds im Wettbewerb mit anderen privatwirtschaftlichen Angeboten steht und eine Vorteilsposition damit verhindert werden sollte.
Im Januar 2025 wird bekannt, dass ABP Tesla aus dem Fonds entfernt, Auslöser hierfür war das geplante Gehaltspaket für Elon Musk⁣, gegen welches der Fonds stimmte.

## Organisation
Der ABP-Verwaltungsrat besteht aus 13 Mitgliedern und das Rechenschaftsgremium aus 48 Mitgliedern, die sich jeweils aus Vertretern der Arbeitgeberschaft, der Beamten und der Rentenbezieher zusammensetzt. Der Pensionsfonds verfügt über einen Aufsichtsrat, dessen Mitglieder von einem Auswahlausschuss ernannt werden, der sich aus Mitgliedern des Rechenschaftsorgans und des Kuratoriums zusammensetzt.
Die Vorstandsvorsitzenden sind im Verwaltungsrat nicht stimmberechtigt. Einige prominente Politiker und Verwaltungsbeamte übernahmen in der Vergangenheit diese Rolle, dazu gehören Bert de Vries, Elco Brinkman, Harry Borghouts, Ed Nijpels, Henk Brouwer und Corien Wortmann-Kool, die seit Januar 2015 im Amt ist. Dabei stolperten diese teilweise über vorherige Tätigkeiten. So trat Borghouts im Frühjahr 2009 die Nachfolge von Brinkman an, musste aber bereits im Herbst zurücktreten, da unter seiner Verantwortung als Kommissar der Königin für die Provinz Noord-Holland mehrere Millionen Euro bei der isländischen Bank Landsbanki angelegt worden waren, die nach deren Insolvenz abgeschrieben werden mussten. Im Zuge von Ermittlungen rund um die DSB Bank Anfang 2009 trat sein Nachfolger Nijpels, der dort dem Aufsichtsrat angehört hatte, 2010 vorzeitig von seinem Amt beim Pensionsfonds zurück.
Als privatwirtschaftliches Unternehmen der betrieblichen Altersvorsorge wird der Stichting Pensioenfonds ABP von der De Nederlandsche Bank beaufsichtigt.